# Neobisiinae
Neobisiinae es una subfamilia de pseudoscorpiones de la familia Neobisiidae.   

## Géneros
Según Pseudoscorpions of the World 1.2::
- - Balkanoroncus Ćurčić, 1975
  - Ernstmayria Ćurčić & Dimitrijević, 2006
  - Microbisium Chamberlin, 1930
  - Neobisium Chamberlin, 1930
  - Novobisium Muchmore, 1967
  - Occitanobisium Heurtault, 1977
  - Paedobisium Beier, 1939
  - Parobisium Chamberlin, 1930
  - Protoneobisium Ćurčić, 1988
  - Roncobisium Vachon, 1967
  - Roncus L. Koch, 1873
  - Trisetobisium Ćurčić, 1982